# Josep Sol Rodríguez

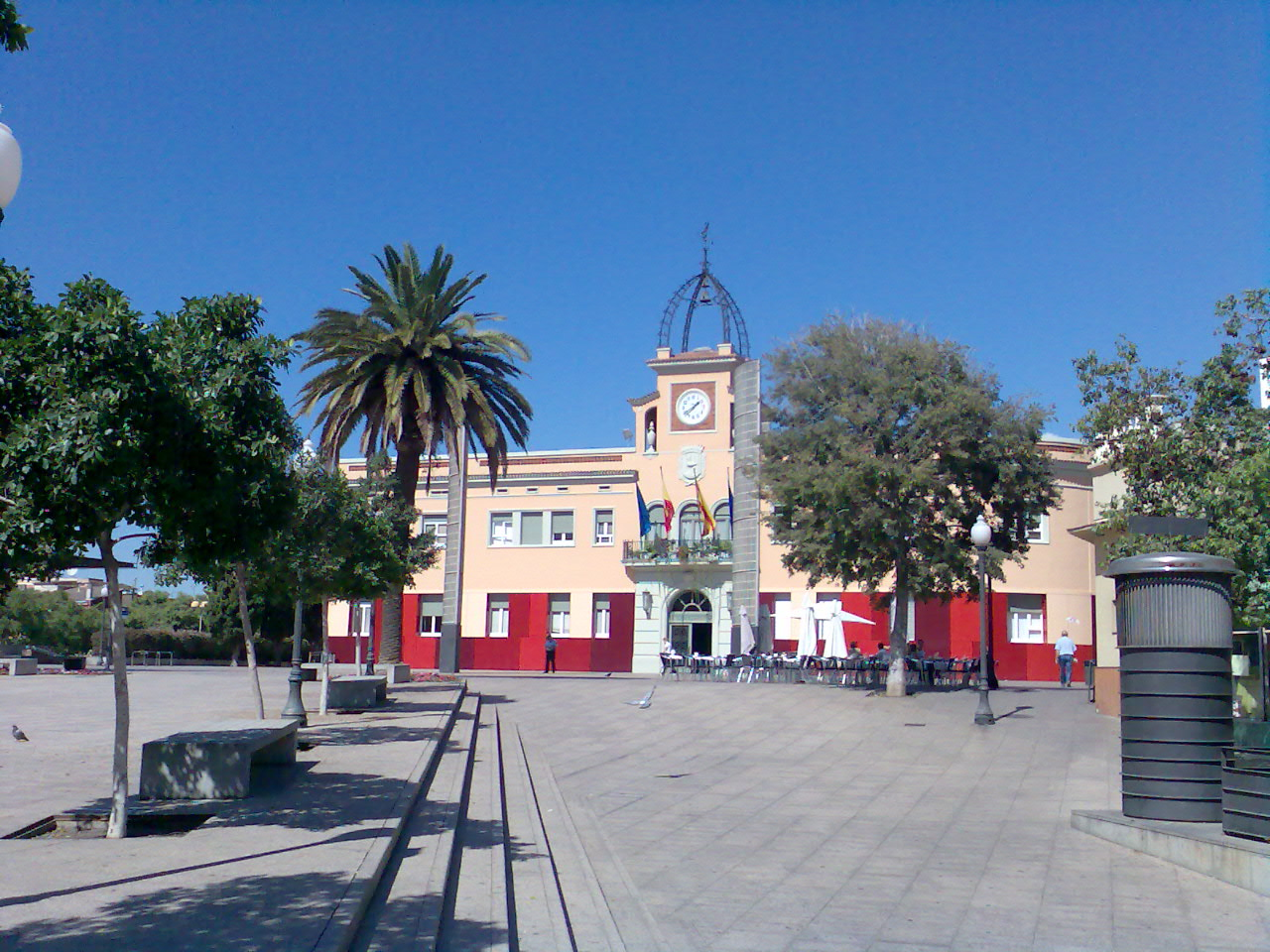
Imatge de la Plaça de la Vila de Santa Coloma de Gramenet,on Josep Sol va néixer i viure.

Josep Sol Rodríguez   (Santa Coloma de Gramenet, 1909 - Santa Coloma de Gramenet, 1982) fou un escriptor autodidacte provinent de la pagesia local, que es va dedicar al conreu de la narrativa curta i de la novel·la. Igualment, va col·laborar en la premsa de l'època a través de capçaleres com La Publicitat, La Humanitat, Mirador i Meridià i va traduir, entre d'altres, textos de Joyce. Als anys 30 va publicar tres obres de narrativa. La seva trajectòria es veié sobtadament, però, truncada després de la Guerra Civil espanyola, quan l'autor va decidir viure un exili interior. Les seves obres s'inscriuen en el corrent de la prosa psicològica.

## Obra narrativa
Prologat per Joan Puig i Ferrater, va publicar el 1935 el recull de contes Elionor. El 1936, Una adolescència i el 1937, Appassionata. El 1983 Jacint Torrents va reunir aquests llibres en Josep Sol. Obra Narrativa, Ed. Blume.
Part dels seus escrits a la premsa s'ha recollit a Josep Sol «Si no fos la guerra...!». Articles a Meridià des del front (1938-1939). Transcripció, edició, pròleg i notes a cura de Jacint Torrents (Alzira: Editorial Neopàtria, 2022).

## Antologies
Josep Sol va ser inclòs el 1950 en l'Antologia de contistes catalans de Joan Triadú i ha estat antologat per Maria Campillo en Contes de guerra i revolució (1982) i en La brigada del vidre. Cròniques del front (2017).

## Estudiosos de la seva obra
La seva obra ha estat analitzada per escriptors i crítics com Jacint Torrents, Jordi Coca, Francesc Xavier Martín i Arruabarrena, Vicenç Llorca i Berrocal, Maria Campillo i Marçal Subiràs i Pugibet.